# Gostynin (comune rurale)
Gostynin è un comune rurale polacco del distretto di Gostynin, nel voivodato della Masovia.
Ricopre una superficie di 270,69 km² e nel 2004 contava 11 982 abitanti.
Il capoluogo è Gostynin, che non fa parte del territorio ma costituisce un comune a sé.